# Carlo Monti
Pour les articles homonymes, voir Monti.
Carlo Monti (24 mars 1920 à Milan - 7 avril 2016 à Milan) est un athlète italien spécialiste du 100 mètres. Licencié à l'US Milan, il mesure 1,72 m pour 64 kg.

## Carrière
Médaillé aux championnats d'Europe en 1946 et aux Jeux olympiques de 1948, Carlo Monti est, sur le plan national, quatre fois champion d'Italie du 100 mètres en 1940, 1941, 1946 et 1947 et également quatre fois champion d'Italie du 200 mètres en 1941, 1942, 1946 et 1949.

### Palmarès
| Date | Compétition           | Lieu    | Résultat | Épreuve    | Performance |
| ---- | --------------------- | ------- | -------- | ---------- | ----------- |
| 1946 | Championnats d'Europe | Oslo    | 3e       | 100 mètres | 10 s 8      |
| 1948 | Jeux olympiques d'été | Londres | 3e       | 4 × 100 m  | 41 s 5      |

### Records
| Épreuve    | Performance | Lieu | Date |
| ---------- | ----------- | ---- | ---- |
| 100 mètres | 10 s 5      |      | 1940 |